# Principado de Anhalt-Zerbst
Anhalt-Zerbst foi um principado localizado na Alemanha. Foi criado pela primeira vez em 1252, com a divisão do principado de Anhalt. A capital estava localizada em Zerbst. Anhalt-Zerbst foi extinto em 1396 quando foi dividido para criar os principados de Anhalt-Dessau e Anhalt-Köthen. 
Anhalt-Zerbst foi recriado em 1544 quando Anhalt-Dessau foi dividido. Várias incorporações de territórios, Anhalt-Plötzkau em 1553, Anhalt-Dessau em 1561 e Anhalt-Köthen em 1562, possibilitaram a Joaquim Ernesto, filho de João V, Príncipe de Anhalt-Zerbst, unir todas as terras de Anhalt sob seu comando em 1570. 
Joaquim Ernesto morreu em 1586, e seus cinco filhos governaram o território em conjunto até 1603, quando foi novamente dividido para recriar Anhalt-Dessau, Anhalt-Bernburg, Anhalt-Plötzkau e Anhalt-Köthen. Anhalt-Zerbst perdeu mais uma parte de seu território em 1667 com a criação de Anhalt-Mühlingen e Anhalt-Dornburg, reincorporados posteriormente em 1714 e 1742, respectivamente. 
Em 1796, o principado de Anhalt-Zerbst foi extinto e seu território dividido entre os principados de Anhalt-Dessau, Anhalt-Bernburg e Anhalt-Köthen. 

## Príncipes de Anhalt-Zerbst 1252-1396
- Sigefredo I 1252-1298
- Alberto I 1298-1316
- Alberto II 1316-1362
  - Alberto III 1359 (co-regente)
- Valdemar I 1316-1368 (co-regente)
- Joáo II 1362-1382
  - Valdemar II 1368-1371 (co-regente)
- Valdemar III 1382-1391 (co-regente)
- Segismundo I 1382-1396 (co-regente)
- Alberto IV 1382-1396 (co-regente)

Dividido entre Anhalt-Dessau e Anhalt-Köthen em 1396.

## Príncipes de Anhalt-Zerbst 1544-1796
- João V 1544-1551
- Carlos I 1551-1561
  - Bernardo VII 1551-1570 (co-regente)
  - Joaquim Ernesto 1551-1586 (co-regente, posteriormente único governante; ele unificou todos os territórios de Anhalt; posteriormente, seus filhos dividiram novamente Anhalt).
- Rodolfo 1603-1621
- João VI 1621-1667
  - Augusto de Anhalt-Plötzkau regente de 1621-1642
- Carlos de Anhalt-Zerbst 1667-1718
  - Sofia Augusta de Schleswig-Holstein-Gottorp regente 1667-1674
- João Augusto 1718-1742
- João Luís II 1742-1746
  - Cristiano Augusto 1742-1747 (co-regente)
- Frederico Augusto 1747-1793
  - Joana Isabel de Holstein-Gottorp regente 1747-1752
- Sofia Augusta Frederica 1793-1796 (apenas em Jever)

continua em Anhalt-Dessau, Anhalt-Bernburg e Anhalt-Köthen - 1796.